# 18轮大卡车 美国职业卡车司机
《18轮大卡车 美国职业卡车司机》是一款由Sega AM2制作、世嘉发行的卡车模拟类游戏。本游戏最初于2000年7月3日在街机发行。游戏后移植至多个平台。
游戏的目的是将货物准时送到目的地。
游戏的家用机版本在发行之时收到混合评价。《GameRankings》给予本游戏64%的评分。